# 昂拉地韦
昂拉地韦（英語：Onradivir），商品名安睿威，开发代号ZSP1273，是一种被中国国家药品监督管理局批准用于治疗成人单纯性甲型流感患者的治疗的抗病毒药物。本品由广东众生睿创生物科技有限公司开发，药物靶点为甲型流感病毒复制过程中的RNA聚合酶PB2亚基。在体外研究中，即使对巴洛沙韦与奥司他韦耐药的甲型流感毒株仍对ZSP1273敏感；然而，本品在体外无法有效抑制乙型流感病毒。
在II期临床中，与安慰剂相比，600mg每日昂拉地韦可将成人甲流患者的缓解流感症状的中位时间缩短22.82小时，最常报告的治疗中出现的不良事件是腹泻。